# پل سی. فیشر
پل سی‌فیشر (انگلیسی: Paul C. Fisher; ۱۰ اکتبر ۱۹۱۳ – ۲۰ اکتبر ۲۰۰۶) سیاستمدار و مخترع اهل ایالات متحده آمریکا بود؛ و قلم فضایی را اختراع کرد.

## قلم فضایی فیشر
خودکار فیشر یک نوع خودکار ساچمه ای است که با جوهر روان‌وردی و یک کاتریج جوهر تحت فشار کار می‌کند. می‌تواند در طیف وسیعی از درجه حرارت را از ۵۰ تا ۱۶۰ درجه فارنهایت بنویسد. فیشر اختراع خود را به ناسا ارسال کرد. پس از آزمایش شدید، ناسا قلم فضایی فیشر را تأیید کرد. آنها ۴۰۰ عدد قلم فیشر را با قیمت ۶٫۰۰ دلار خریداری کردند. ناسا سه مدل مختلف را خریداری کرد: ۲۰۴، ۲۰۷ و ۲۰۸. ۲۰۴ که جوهر آبی داشتند. این خودکارها در ایستگاه فضایی و آپولو مورد استفاده قرار گرفت.